# Deluge
Deluge (від фр. deluge, злива) — це BitTorrent клієнт, створений на Python та GTK+. Зараз Deluge існує для POSIX-сумісних операційних систем. Deluge створений бути нативним, повністю відповідати оточенню GTK, таким як GNOME і Xfce. Існує офіційний порт для Windows. Програма використовує бібліотеку libtorrent.
Deluge був створений двома користувачами ubuntuforums.org [Архівовано 3 травня 2022 у Wayback Machine.], Zach Tibbitts и Alon Zakai, і спочатку розвивався за допомогою сервісу Google Code, зараз існує самостійний сайт deluge-torrent.org [Архівовано 23 лютого 2011 у Wayback Machine.].
На початкових стадіях розвитку, Deluge мав назву gTorrent. Це означало, що це bittorent-клиент під GNOME (літера «g» в «gTorrent» мала на увазі «GNOME»). Коли було випущено першу версію, перейменовано в Deluge для того, щоб не вказувати приналежність тільки до GNOME.
Версія 0.5, випущена 18 березня 2007 року, повністю була переписана. З версії 0.5.1.1 була додана підтримка шифрування, peer exchange, SI prefixes і upnp.  
Також закінчена робота по портуванню Deluge на інші операційні системи, з версії 0.5.4.1 доступний клієнт для Mac OS X, з версії 0.5.5.95 також існує порт під windows.
Починаючи з версії 1.1.1 до версії 1.1.3, інсталятори Windows були недоступні через те, що пакувальник Windows покинув проект. Windows стала недоступною після переходу на GTK3 у 2019 році. Однак інсталятори Windows, що підтримують як libtorrent 1.2.x, так і 2.0.x, знову доступні, починаючи з версії 2.1.0, випущеної у 2022 році.

## Основні можливості
- Створення торрентів
- Підключення плагінів як модулів
- Підтримка Peer exchange, UPnP і NAT-PMP
- Шифрування

Deluge підтримує наступні мережеві можливості:
- Mainline dht
- utorrent Peer Exchange
- Шифрування протоколу Bittorrent
- Upnp і NAT-PMP
- Підтримка проксі для пірів, трекерів, DHT і Web-seed
- Приватні торенти

## Плагіни
Deluge має систему плагінів, деякі з них йдуть з Deluge:
- Blocklist (імпорт «чорних» списків)
- Execute (запуск сторонніх додатків)
- Extractor
- Label (дозволяє присвоювати завданням мітки)
- Scheduler (дозволяє керувати швидкістю скачування/роздачі та кількістю активних завдань)
- WebUI (web-інтерфейс)
- Desired Ratio
- Розширена статистика
- Locations
- Stats (графік мережевої активності)
- Network Activity Graph
- Network Health Monitor
- RSS Broadcatcher
- Створення торрентів
- Torrent Notification
- Пошук торрентів
- XMPP Notify (інформування та керування задачами по протоколу XMPP)

## Історія версій
Deluge був створений двома учасниками ubuntuforums.org [Архівовано 3 травня 2022 у Wayback Machine.], Zach Tibbitts та Alon Zakai, і спочатку розміщувався на сервісах Google Code. В цей час існує власний сайт deluge-torrent.org [Архівовано 23 лютого 2011 у Wayback Machine.].
На початкових стадіях розробки проект мав ім'я gTorrent вказуючи на те що це bittorent-клієнт для середовища GNOME (на це вказує буква «g» в назві). Після випуску першої версії програма була перейменована на Deluge, щоб надалі не вказувати на приналежність лише до GNOME.
Версія 0.5, випущена 18 березня 2007 року, була повністю переписана. Починаючи з версії 0.5.1.1 додані підтримка шифрування, Peer exchange, SI prefixes та UPnP.
З версії 1.1.1 по 1.1.3 Deluge не мав Windows-інсталятора через відхід розробника який працював в даному напрямку.
З версії 1.1.3 розробники публікують лише архіви з вихідними кодами, а пакети для різноманітних ОС збираються силами спільноти.
| Головна версія | Мінорна версія | Дата виходу | Істотні зміни |
| -------------- | -------------- | ----------- | --- |
| 0.3            | 0.3.0.0        | ?           | ? |
| 0.4            | 0.4.0.0        | ?           | ? |
| 0.5            | 0.5.1.0        | 2007-06-11  | Peer exchange, шифрування, UPnP + NATPMP, покращений користувацький інтерфейс, перероблений діалог вподобань, виправлений запуск та закриття |
| 0.5            | 0.5.9.4        | 2008-07-22  | ? |
| 0.9 (1.0 RC)   | 0.9.09         | 2008-09-15  | ? |
| 1.0            | 1.0.0          | 2008-09-22  | Стабільна версія. Кодове ім'я «Sharks are Bulletproof» (Куленепробивні Акули).                                                               |
| 1.0            | 1.0.7          | 2008-12-11  | UI, виправлений libtorrent |
| 1.1            | 1.1.0          | 2009-01-11  | ? |
| 1.1            | 1.1.3          | 2009-02-15  | Припинений збір пакетів для різних ОС, виправленні помилки                                                                                   |
| 1.1            | 1.1.4          | 2009-03-08  | ? |
| 1.1            | 1.1.5          | 2009-03-16  | ? |
| 1.1            | 1.1.6          | 2009-04-06  | ? |
| 1.1            | 1.1.7          | 2009-04-25  | ? |
| 1.1            | 1.1.8          | 2009-05-21  | ? |
| 1.1            | 1.1.9          | 2009-06-15  | ? |
| 1.2            | 1.2.0          | 2010-01-10  | XMLRPC замінена на DelugeRPC, повністю переписаний WebUI                                                                                     |
| 1.2            | 1.2.1          | 2010-02-20  | ? |
| 1.2            | 1.2.2          | 2010-03-19  | ? |
| 1.2            | 1.2.3          | 2010-03-27  | Підтримка libtorrent 0.15 |
| 1.3            | 1.3.0          | 2010-09-19  | ? |
| 1.3            | 1.3.1          | 2010-10-31  | ? |

| Позначення                     | Позначення                  | Позначення     | Позначення |
| ------------------------------ | --------------------------- | -------------- | ---------- |
| Стара версія, не підтримується | Стара версія, підтримується | Поточна версія | Планується |